# Ирдоматка
Ирдоматка — деревня в Череповецком районе Вологодской области. Административный центр Ирдоматского сельского поселения и Ирдоматского сельсовета.
Расстояние до районного центра Череповца по автодороге — 7 км. Ближайшие населённые пункты — Шайма, Ванеево, Хемалда.
По переписи 2002 года население — 1056 человек (477 мужчин, 579 женщин). Преобладающая национальность — русские (93 %).

## История
Впервые упоминается в документах конца XV в.: «А та д. Ирдаматка стоит промеж его [Михаила Губы Стогинина] деревнями». Далее встречается в книгах второй половины XVI в.: «...д. Ирдоматка, а в ней крестьян семь дворов».

## Этимология
Название имеет финно-угорское, вероятно вепсское происхождение.
Первая часть «ирд» (ird) означает «наружная сторона, улица». Например, irdal om vilu – на улице холодно; irdalpäi kulub pagin – снаружи слышится разговор; miččel irdal sinä eläd? – на какой улице ты живешь?
Вторая часть названия – «матка» (matka, matku, matk). В прибалтийско-финских языках имеет значение «путь, дорога, расстояние» и «поездка, путешествие». Слово широко распространено в вепсской и карельской топонимике. Довольно часто оно встречается в районе Онежского озера.
Первоначально в топонимике matka означала не любую дорогу, а сухопутный участок пути (например, перешеек между двумя озерами), волок, через который перетаскивалась лодка.
После образования Рыбинского водохранилища уровень Шексны значительно поднялся. Высокая вода скрыла многочисленные пороги, изменила форму берегов и размеры озер, лежащих рядом с рекой. В связи с чем в настоящее время затруднительно установить какой именно путь или волок дал название данному поселению.